# Appin Road
Appin Road est une communauté dans le comté de Queens de l'Île-du-Prince-Édouard, à l'est de Crapaud.